# Schieß-Weltmeisterschaften 2023
Die 54. Schieß-Weltmeisterschaften 2023 fanden vom 14. August bis 1. September 2023 in der aserbaidschanischen Hauptstadt Baku statt.
Insgesamt wurden 66 Disziplinen ausgetragen, davon 28 bei den Männern, 27 bei den Frauen, 5 im Mixed und 6 als offener Wettbewerb. Die Weltmeisterschaften waren zugleich Hauptqualifikationswettkämpfe für die Schießsportwettbewerbe bei den Olympischen Sommerspielen 2024 in Paris. Es waren 1249 Starter aus 101 Nationen gemeldet.

## Ergebnisse

### Männer

#### Gewehr
| Wettbewerb                                            | Gold                                                        | Silber                                                     | Bronze                                                      |
| ----------------------------------------------------- | ----------------------------------------------------------- | ---------------------------------------------------------- | ----------------------------------------------------------- |
| 10 m Luftgewehr                                       | Victor Lindgren                                             | Yang Haoran                                                | František Smetana                                           |
| 10 m Luftgewehr Mannschaft                            | ChinaYang Haoran Du Linshu Yu Haonan                        | TschechienFrantišek Smetana Jiří Přívratský David Hrčkulák | KroatienPetar Gorša Miran Maričić Josip Sikavica            |
| 50 m Kleinkalibergewehr liegend                       | Petr Nymburský                                              | Du Linshu                                                  | Jan Lochbihler                                              |
| 50 m Kleinkalibergewehr liegend Mannschaft            | NorwegenHenrik Larsen Jon-Hermann Hegg Ole Martin Halvorsen | DeutschlandMax Braun Maximilian Dallinger David Könders    | ChinaDu Linshu Tian Jiaming Yu Hao                          |
| 50 m Kleinkalibergewehr Dreistellungskampf            | Alexander Schmirl                                           | Petr Nymburský                                             | Akhil Sheoran                                               |
| 50 m Kleinkalibergewehr Dreistellungskampf Mannschaft | IndienAishwary Pratap Singh Tomar Niraj Kumar Akhil Sheoran | ÖsterreichAlexander Schmirl Andreas Thum Patrick Diem      | NorwegenHenrik Larsen Ole Martin Halvorsen Jon-Hermann Hegg |
| 300 m Freies Gewehr liegend                           | Rajmond Debevec                                             | Aleksi Leppä                                               | Timothy Sherry                                              |
| 300 m Freies Gewehr liegend Mannschaft                | NorwegenKim Andre Lund Odd Arne Brekne Simon Claussen       | PolenDaniel Romańczyk Tomasz Bartnik Maciej Kowalewicz     | SchweizSandro Greuter Gilles Vincent Dufaux Pascal Bachmann |
| 300 m Freies Gewehr Dreistellungskampf                | Maciej Kowalewicz                                           | Tomasz Bartnik                                             | Pascal Bachmann                                             |
| 300 m Freies Gewehr Dreistellungskampf Mannschaft     | SchweizSandro Greuter Gilles Vincent Dufaux Pascal Bachmann | ÖsterreichBernhard Pickl Alexander Schmirl Andreas Thum    | NorwegenKim Andre Lund Odd Arne Brekne Simon Claussen       |

#### Pistole
| Wettbewerb                          | Gold                                                 | Silber                                                | Bronze                                                           |
| ----------------------------------- | ---------------------------------------------------- | ----------------------------------------------------- | ---------------------------------------------------------------- |
| 10 m Luftpistole                    | Zhang Bowen                                          | Damir Mikec                                           | Kiril Kirow                                                      |
| 10 m Luftpistole Mannschaft         | ChinaZhang Bowen Liu Junhui Xie Yu                   | DeutschlandRobin Walter Michael Schwald Paul Fröhlich | IndienShiva Narwal Sarabjot Singhd Arjun Singh Cheema            |
| 25 m Zentralfeuerpistole            | Christian Reitz                                      | Peeter Olesk                                          | Florian Peter                                                    |
| 25 m Zentralfeuerpistole Mannschaft | DeutschlandChristian Reitz Florian Peter Oliver Geis | SüdkoreaJang Dae-kyu Song Jong-ho Choe Boram          | IndienRajendra Bagul Akshay Jain Gaurav Chaudhary                |
| 25 m Schnellfeuerpistole            | Li Yuehong                                           | Clément Bessaguet                                     | Florian Peter                                                    |
| 25 m Schnellfeuerpistole Mannschaft | ChinaWang Xinjie Li Yuehong Liu Yangpan              | DeutschlandFlorian Peter Oliver Geis Christian Reitz  | SüdkoreaSong Jong-ho Lee Gun-hyeok Kim Seo-jun                   |
| 25 m Standardpistole                | Amanpreet Singh                                      | Lee Gun-hyeok                                         | Kevin Chapon                                                     |
| 25 m Standardpistole Mannschaft     | ChinaWang Xinjie Li Yuehong Liu Yangpan              | DeutschlandChristian Reitz Florian Peter Oliver Geis  | SüdkoreaJang Dae-kyu Song Jong-ho Lee Gun-hyeok                  |
| 50 m Freie Pistole                  | Xie Yu                                               | Lauris Strautmanis                                    | Ravinder Singh                                                   |
| 50 m Freie Pistole Mannschaft       | ChinaXie Yu Zhang Bowen Liu Junhui                   | SüdkoreaHan Seung-woo Choe Boram Kim Cheong-yong      | IndienRavinder Singh Kamaljeet Kamaljeet Vikram Jagannath Shinde |

#### Laufende Scheibe
| Wettbewerb                           | Gold                                              | Silber                                                         | Bronze                                                         |
| ------------------------------------ | ------------------------------------------------- | -------------------------------------------------------------- | -------------------------------------------------------------- |
| 10 m Laufende Scheibe                | Ihor Kisyma                                       | Kris Großheim                                                  | Jeong You-jin                                                  |
| 10 m Laufende Scheibe Mannschaft     | UkraineIhor Kisyma Denys Babljuk Danylo Danylenko | SchwedenJesper Nyberg Emil Martinsson Mats Eliasson            | FinnlandNiklas Hyvärinen Aaro Juhani Vuorimaa Krister Holmberg |
| 10 m Laufende Scheibe Mix            | Denys Babljuk                                     | Ihor Kisyma                                                    | Kris Großheim                                                  |
| 10 m Laufende Scheibe Mix Mannschaft | UkraineIhor Kisyma Denys Babljuk Danylo Danylenko | FinnlandNiklas Hyvärinen Aaro Juhani Vuorimaa Krister Holmberg | SüdkoreaJeong You-jin Ha Kwang-chul Kwak Yong-bin              |

#### Wurftauben
| Wettbewerb       | Gold                                                              | Silber                                                                    | Bronze                                                  |
| ---------------- | ----------------------------------------------------------------- | ------------------------------------------------------------------------- | ------------------------------------------------------- |
| Skeet            | Efthimios Mitas                                                   | Eetu Kallioinen                                                           | Azmy Mehelba                                            |
| Skeet Mannschaft | Vereinigte StaatenVincent Hancock Christian Elliott Dustan Taylor | GriechenlandEfthimios Mitas Charalambos Chalkiadakis Nikolaos Mavrommatis | ItalienGabriele Rossetti Tammaro Cassandro Erik Pittini |
| Trap             | Giovanni Cernogoraz                                               | Marián Kovačócy                                                           | Khaled al-Mudhaf                                        |
| Trap Mannschaft  | Vereinigte StaatenWilliam Hinton Derrick Mein Derek Haldeman      | ItalienGiovanni Pellielo Massimo Fabbrizi Daniele Resca                   | TschechienJiří Lipták Pavel Vaněk David Kostelecký      |

### Frauen

#### Gewehr
| Wettbewerb                                            | Gold                                                      | Silber                                                          | Bronze                                                          |
| ----------------------------------------------------- | --------------------------------------------------------- | --------------------------------------------------------------- | --------------------------------------------------------------- |
| 10 m Luftgewehr                                       | Han Jiayu                                                 | Wang Zhilin                                                     | Mehuli Ghosh                                                    |
| 10 m Luftgewehr Mannschaft                            | IndienMehuli Ghosh Tilottama Sen Ramita Ramita            | ChinaHan Jiayu Wang Zhilin Zhang Qiongyue                       | DeutschlandLarissa Weindorf Anna Janssen Lisa Müller            |
| 50 m Kleinkalibergewehr liegend                       | Anja Senti                                                | Marianne Palo                                                   | Jolyn Beer                                                      |
| 50 m Kleinkalibergewehr liegend Mannschaft            | SchweizAnja Senti Chiara Leone Sarina Hitz                | NorwegenJeanette Hegg Duestad Jenny Stene Mari Bårdseng Løvseth | ÖsterreichSheileen Waibel Nadine Ungerank Rebecca Köck          |
| 50 m Kleinkalibergewehr Dreistellungskampf            | Zhang Qiongyue                                            | Han Jiayu                                                       | Sagen Maddalena                                                 |
| 50 m Kleinkalibergewehr Dreistellungskampf Mannschaft | Vereinigte StaatenSagen Maddalena Mary Tucker Sarah Beard | ChinaZhang Qiongyue Xia Siyu Han Jiayu                          | NorwegenJeanette Hegg Duestad Jenny Stene Mari Bårdseng Løvseth |
| 300 m Freies Gewehr liegend                           | Karolina Romańczyk                                        | Silvia Guignard                                                 | Agathe Girard                                                   |
| 300 m Freies Gewehr liegend Mannschaft                | SchweizSilvia Guignard Anja Senti Michèle Bertschi        | NorwegenJenny Vatne Katrine Lund Jeanette Hegg Duestad          | DeutschlandLisa Müller Anna-Lena Geuther Veronique Münster      |
| 300 m Freies Gewehr Dreistellungskampf                | Katrine Lund                                              | Karolina Romańczyk                                              | Silvia Guignard                                                 |
| 300 m Freies Gewehr Dreistellungskampf Mannschaft     | NorwegenJenny Vatne Katrine Lund Jeanette Hegg Duestad    | SchweizSilvia Guignard Anja Senti Michèle Bertschi              | DeutschlandLisa Müller Anna-Lena Geuther Veronique Münster      |

#### Pistole
| Wettbewerb                      | Gold                                                       | Silber                                                        | Bronze                                                                         |
| ------------------------------- | ---------------------------------------------------------- | ------------------------------------------------------------- | ------------------------------------------------------------------------------ |
| 10 m Luftpistole                | Jiang Ranxin                                               | Anna Korakaki                                                 | Li Xue                                                                         |
| 10 m Luftpistole Mannschaft     | ChinaJiang Ranxin Li Xue Qian Wei                          | UngarnSára Ráhel Fábián Veronika Major Miriam Jákó            | IranGolnoush Sebghatollahi Hanieh Rostamian Mina Ghorbani                      |
| 25 m Zentralfeuerpistole        | Nigar Nasirova                                             | Narmina Samadova                                              | Khishigdelger Enkhbat                                                          |
| 25 m Sportpistole               | Doreen Vennekamp                                           | Olena Kostewytsch                                             | Agate Rašmane                                                                  |
| 25 m Sportpistole Mannschaft    | IndienRhythm Sangwan Esha Singh Manu Bhaker                | Chinesisch TaipehTien Chia-chen Tu Yi Yi-tzu Wu Chia-ying     | ChinaFeng Sixuan Zhao Nan Liu Rui                                              |
| 25 m Standardpistole            | Feng Sixuan                                                | Anna Korakaki                                                 | Sylvia Steiner                                                                 |
| 25 m Standardpistole Mannschaft | ChinaFeng Sixuan Zhao Nan Liu Rui                          | AserbaidschanZeynab Sultanova Nigar Nasirova Narmina Samadova | IndienTiyana Tiyana Yashita Shokeen Kritika Sharma                             |
| 50 m Freie Pistole              | Sylvia Steiner                                             | Bayartsetseg Tumurchudur                                      | Tiyana Tiyana                                                                  |
| 50 m Freie Pistole Mannschaft   | IndienTiyana Tiyana Sakshi Anil Suryavanshi Kirandeep Kaur | ChinaJiang Ranxin Li Xue Qian Wei                             | MongoleiBayartsetseg Tumurchudur Khishigdelger Enkhbat Tsolmonbaataryn Anudarj |

#### Laufende Scheibe
| Wettbewerb                           | Gold                                                                   | Silber                                                                 | Bronze                 |
| ------------------------------------ | ---------------------------------------------------------------------- | ---------------------------------------------------------------------- | ---------------------- |
| 10 m Laufende Scheibe                | Schuchra Irnasarowa                                                    | Alexandra Saduakassowa                                                 | Halyna Awramenko       |
| 10 m Laufende Scheibe Mannschaft     | UkraineWalentyna Hontscharowa Halyna Awramenko Wiktorija Rybowalowa    | KasachstanAlexandra Saduakassowa Schuchra Irnasarowa Fatima Irnasarowa | nicht vergeben         |
| 10 m Laufende Scheibe Mix            | Alexandra Saduakassowa                                                 | Schuchra Irnasarowa                                                    | Walentyna Hontscharowa |
| 10 m Laufende Scheibe Mix Mannschaft | KasachstanAlexandra Saduakassowa Schuchra Irnasarowa Fatima Irnasarowa | UkraineWalentyna Hontscharowa Halyna Awramenko Wiktorija Rybowalowa    | nicht vergeben         |

#### Wurftauben
| Wettbewerb       | Gold                                                         | Silber                                                   | Bronze                                                 |
| ---------------- | ------------------------------------------------------------ | -------------------------------------------------------- | ------------------------------------------------------ |
| Skeet            | Danka Barteková                                              | Dania Vizzi                                              | Emmanouela Katzouraki                                  |
| Skeet Mannschaft | Vereinigte StaatenAusten Smith Dania Vizzi Samantha Simonton | ItalienMartina Bartolomei Diana Bacosi Simona Scocchetti | SlowakeiDanka Barteková Vanesa Hocková Monika Štibravá |
| Trap             | Lin Yi-chun                                                  | Jessica Rossi                                            | Kathrin Murche                                         |
| Trap Mannschaft  | ItalienJessica Rossi Silvana Stanco Maria Lucia Palmitessa   | AustralienPenny Smith Laetisha Scanlan Catherine Skinner | ChinaWu Cuicui Li Qingnian Zhang Xinqiu                |

### Mixed
| Wettbewerb                      | Gold                                     | Silber                                          | Bronze                                 |
| ------------------------------- | ---------------------------------------- | ----------------------------------------------- | -------------------------------------- |
| 10 m Luftgewehr                 | Huang Yuting Sheng Lihao                 | Shermineh Chehel Amirani Amir Mohammad Nekounam | Océanne Muller Romain Aufrere          |
| 10 m Luftpistole                | Esha Singh Shiva Narwal                  | Şevval İlayda Tarhan Yusuf Dikeç                | Jiang Ranxin Zhang Bowen               |
| 50 m Kleinkalibergewehr liegend | Chiara Leone Jan Lochbihler              | Sarina Hitz Christoph Dürr                      | Xia Siyu Du Linshu                     |
| Skeet                           | Vincent Hancock Austen Smith             | Mykola Miltschew Iryna Malowitschko             | Ben Llewellin Amber Rutter             |
| Trap                            | Maria Ines Coelho De Barros João Azevedo | Rachel Tozier Derrick Mein                      | Marija Dmitrijenko Daniel Potschiwalow |

### Offen
| Wettbewerb                           | Gold                                               | Silber                                                      | Bronze                                                         |
| ------------------------------------ | -------------------------------------------------- | ----------------------------------------------------------- | -------------------------------------------------------------- |
| 300 m Standardgewehr                 | István Péni                                        | Kim Andre Lund                                              | Timothy Sherry                                                 |
| 300 m Standardgewehr Mannschaft      | ÖsterreichBernhard Pickl Patrick Diem Andreas Thum | SchweizSandro Greuter Gilles Vincent Dufaux Pascal Bachmann | nicht vergeben                                                 |
| 50 m Laufende Scheibe                | Łukasz Czapla                                      | Ihor Kisyma                                                 | Emil Martinsson                                                |
| 50 m Laufende Scheibe Mannschaft     | UkraineIhor Kisyma Denys Babljuk Danylo Danylenko  | SchwedenEmil Martinsson Andreas Bergström Jesper Nyberg     | FinnlandNiklas Hyvärinen Aaro Juhani Vuorimaa Krister Holmberg |
| 50 m Laufende Scheibe Mix            | Jesper Nyberg                                      | Emil Martinsson                                             | Krister Holmberg                                               |
| 50 m Laufende Scheibe Mix Mannschaft | UkraineIhor Kisyma Denys Babljuk Danylo Danylenko  | SchwedenEmil Martinsson Andreas Bergström Jesper Nyberg     | FinnlandNiklas Hyvärinen Aaro Juhani Vuorimaa Krister Holmberg |

## Medaillenspiegel
| Platz  | Land               | Gold | Silber | Bronze | Gesamt |
| ------ | ------------------ | ---- | ------ | ------ | ------ |
| 01     | China              | 15   | 7      | 6      | 28     |
| 02     | Ukraine            | 6    | 4      | 2      | 12     |
| 03     | Indien             | 6    | —      | 8      | 14     |
| 04     | Schweiz            | 5    | 4      | 4      | 13     |
| 05     | Vereinigte Staaten | 5    | 2      | 3      | 10     |
| 06     | Norwegen           | 4    | 3      | 4      | 11     |
| 07     | Deutschland        | 3    | 5      | 8      | 16     |
| 08     | Polen              | 3    | 3      | —      | 6      |
| 09     | Österreich         | 3    | 2      | 2      | 7      |
| 10     | Schweden           | 2    | 4      | 1      | 7      |
| 11     | Kasachstan         | 2    | 2      | 1      | 5      |
| 12     | Griechenland       | 1    | 3      | 1      | 5      |
| 12     | Italien            | 1    | 3      | 1      | 5      |
| 14     | Tschechien         | 1    | 2      | 2      | 5      |
| 15     | Aserbaidschan      | 1    | 2      | —      | 3      |
| 16     | Slowakei           | 1    | 1      | 1      | 3      |
| 17     | Chinesisch Taipeh  | 1    | 1      | —      | 2      |
| 17     | Ungarn             | 1    | 1      | —      | 2      |
| 19     | Kroatien           | 1    | —      | 1      | 2      |
| 20     | Portugal           | 1    | —      | —      | 1      |
| 20     | Slowenien          | 1    | —      | —      | 1      |
| 22     | Finnland           | —    | 4      | 4      | 8      |
| 23     | Südkorea           | —    | 3      | 4      | 7      |
| 24     | Frankreich         | —    | 1      | 3      | 4      |
| 25     | Mongolei           | —    | 1      | 2      | 3      |
| 26     | Iran               | —    | 1      | 1      | 2      |
| 26     | Lettland           | —    | 1      | 1      | 2      |
| 28     | Australien         | —    | 1      | —      | 1      |
| 28     | Estland            | —    | 1      | —      | 1      |
| 28     | Serbien            | —    | 1      | —      | 1      |
| 28     | Türkei             | —    | 1      | —      | 1      |
| 32     | Ägypten            | —    | —      | 1      | 1      |
| 32     | Bulgarien          | —    | —      | 1      | 1      |
| 32     | Großbritannien     | —    | —      | 1      | 1      |
| 32     | Kuwait             | —    | —      | 1      | 1      |
| Gesamt | Gesamt             | 64   | 64     | 64     | 192    |

Die beiden Frauen-Mannschaftswettbewerbe auf die Laufende Scheibe über 10 Meter, bei denen jeweils nur die Mannschaften Kasachstans und der Ukraine antraten, wurden nicht zum offiziellen Medaillenspiegel gezählt.